# Донельсон, Эмили
Эмили Теннесси Донельсон (1 июня 1807 — 19 декабря 1836) — племянница Президента США Эндрю Джексона и неофициальная Первая леди США с 1829 по 1836 год.

## Детство и брак
Эмили Теннесси Донельсон родилась на ферме своего отца в Донелсоне, штат Теннесси. Её отец, Джон Донельсон (1755—1830), был братом Рейчел Донельсон Джексон, жены будущего президента. В отличие от многих девочек своего времени, она получила формальное образование. Она училась в женской академии Нашвилла, Нашвилл, Теннесси и считалась опытной студенткой.
16 сентября 1824 года семнадцатилетняя Эмили вышла замуж за Эндрю Донельсона. Донельсон был кузеном Эмили и опекуном, по согласию тети и дяди Эндрю и Рейчел Джексон.

## Хозяйка Белого дома
Было предположение, что Рейчел Джексон перед смертью планировала взять с собой в помощники в Белый дом Эмили. Джексон утверждала, что обо всём договорилась с Эмили на плантации «Эрмитаж» в Теннесси. Смерть Рейчел Джексон изменила эти планы и Эндрю Джексон попросил Эмили взять на себя обязанности хозяйки Белого дома.
Когда она прибыла в Вашингтон ей был 21 год. Её муж Эндрю занимал пост личного секретаря Президента. Первые месяцы администрации Джексона были отмечены периодом траура по Рейчел Джексон. Период траура прошёл, когда Эмили устроила приём в честь Нового года 1 января 1830 года.

## Дело Петтикот и увольнение
В 1829 году по Вашингтону начали ходить слухи о Пегги Эйтон, новой жене военного секретаря США Джона Генри Эйтона. Слухи предполагали их внебрачную связь и что первый муж Пегги совершил самоубийство, когда узнал об их отношениях.
Растущий скандал, который вскоре прозвали «дело Петтикот», привёл к расколу кабинет Джексона. Жёны нескольких членов кабинета Джексона, в первую очередь Флорид Кэлхун, жена вице-президента Джона Кэлхуна, отказались принять её в вашингтонское общество.
Президент Джексон рассматривал обращение к Пегги Итон как необоснованные и несправедливые. Он также привёл сравнение обращения своей покойной жены. Без ведома Джексон, Рейчел вышла замуж за её первого мужа Эндрю Джексона. Этот факт был обнародован сторонниками Джона Куинси Адамса во время выборов 1828 года. Он безжалостно нападал на Рейчел, как на прелюбодейку. Джексон обвинил его в её смерти в декабре 1828 года. Джексон полагал, что вашингтонское общество обвиняло Пегги несправедливо, как это делала его покойная жена.
Джексон начал давить на подчинённых, чтобы те приняли пару. Эмили была на стороне группы, который хотели вздёрнуть Итон. Когда Джексон встретился с Эмили, она чуть-чуть смягчилась и включила Пегги в функционеры Белого дома, но Эмили только любезничала с ней и не более того. Ситуация достигла апогея, когда Итон отказалась от приглашения Джексона на обед в Белом доме в начале 1830 года. Когда Джексон спросил Пегги о причине отказа, то она сослалась на холодное обращение Эмили.
Эмили и Эндрю отправились с президентом на каникулы в Эрмитаж летом 1830 года. К тому времени отчуждение между Эмили и президентом стало настолько велико, что она отказалась остановиться в Эрмитаже, а предпочла остановиться в доме матери. В Вашингтон Джексон вернулся с Эндрю, но Эмили этого не сделала.
Когда Джексон вернулся в Вашингтон, он умолял Эмили вернуться и приступить к обязанностям. Однако она отказалась сделать это до тех пор, пока Джексон продолжал настаивать на принятие Пегги Итон в Белом доме. Так как он отказался смягчиться, пара не разговаривала в течение года.

## Возвращение хозяйки Белого дома
Дело Петтикот было разряжено, когда Джексон уволил ряд членов своего кабинета и Джон Генри Итон был отправлен в Мадрид в качестве министра США в Испании. После исчезновения причины их разногласий Эмили согласилась вернуться в Белый дом. Она прибыла 5 сентября 1831 года.
26 ноября 1834 года Сара Йорк Джексон, племянница президента, прибыла в Белый дом и начала работать в качестве сохозяйки. В целях предотвращения неприязни между двумя женщинами, Джексон представил Сару как на «хозяйку Эрмитажа», а не Белого дома. Несмотря на неудобную договорённость две женщины, по всей видимости, нашли общий язык. Это был единственный раз в американской истории, когда две женщины одновременно были хозяйками Белого дома.

## Болезнь и смерть
Здоровье Эмили стало ухудшаться в 1836 году, когда ей был поставлен диагноз туберкулёз. В июне 1836 года она покинула Белый дом, чтобы восстановить плантацию «Poplar Grove», расположенную рядом с «Эрмитажем». Её здоровье продолжало ухудшаться и 19 декабря 1836 года Эмили умерла в возрасте 29 лет.

## Примечание
1. 1 2 3 4 5  Reference for Emily Donelson — Search.com. Дата обращения: 22 февраля 2011. Архивировано из оригинала 24 сентября 2015 года.
2. 1 2 3 4  NationMaster — Encyclopedia: Emily Donelson. Дата обращения: 22 февраля 2011. Архивировано из оригинала 29 августа 2012 года.